# Noyal-Muzillac

Noyal-Muzillac este o comună în departamentul Morbihan, Franța. În 1 ianuarie 2022 avea o populație de 2.548 de locuitori.